# Australia na Zimowych Igrzyskach Olimpijskich 1984
Australię na Zimowych Igrzyskach Olimpijskich 1984 reprezentowało 10 sportowców. Chorążym ekipy był Colin Coates. Był to dziesiąty start reprezentacji Australii na zimowych igrzyskach olimpijskich.

## Skład kadry

### Narciarstwo alpejskie
Mężczyźni
| Zawodnik      | Konkurencja   | Finał    | Finał   | Finał             | Finał             | Finał             | Finał             |
| Zawodnik      | Konkurencja   | Wyścig 1 | Miejsce | Wyścig 2          | Miejsce           | Suma              | Miejsce           |
| ------------- | ------------- | -------- | ------- | ----------------- | ----------------- | ----------------- | ----------------- |
| Steven Lee    | Zjazd         |          |         |                   |                   | 1:48,02           | 19                |
| Steven Lee    | Slalom gigant | 1:28,76  | 36      | Zdyskwalifikowany | Zdyskwalifikowany | Zdyskwalifikowany | Zdyskwalifikowany |
| Alistair Guss | Zjazd         |          |         |                   |                   | 1:50,57           | 34                |

Kobiety
| Zawodniczka  | Konkurencja | Finał    | Finał   | Finał    | Finał   | Finał   | Finał   |
| Zawodniczka  | Konkurencja | Wyścig 1 | Miejsce | Wyścig 2 | Miejsce | Suma    | Miejsce |
| ------------ | ----------- | -------- | ------- | -------- | ------- | ------- | ------- |
| Marilla Guss | Zjazd       |          |         |          |         | 1:19,75 | 28      |

### Biathlon
Mężczyźni
| Zawodnik    | Konkurencja         | Finał     | Finał | Finał   |
| Zawodnik    | Konkurencja         | Czas      | Pudła | Miejsce |
| ----------- | ------------------- | --------- | ----- | ------- |
| Andrew Paul | Indywidualnie 20 km | 1:26:38,7 | 5     | 47      |
| Andrew Paul | Sprint na 10 km     | 36:32,4   | 3     | 50      |

### Biegi narciarskie
Mężczyźni
| Zawodnik     | Konkurencja                     | Wyścig    | Wyścig  |
| Zawodnik     | Konkurencja                     | Czas      | Miejsce |
| ------------ | ------------------------------- | --------- | ------- |
| Chris Allen  | Bieg na 15 km stylem klasycznym | 49:14,5   | 64      |
| Chris Allen  | Bieg na 30 km stylem dowolnym   | 1:45:07,7 | 59      |
| Chris Allen  | Bieg na 50 km stylem dowolnym   | 2:44:19,1 | 49      |
| David Hislop | Bieg na 15 km stylem klasycznym | 47:25,5   | 59      |
| David Hislop | Bieg na 30 km stylem klasycznym | 1:43:46,2 | 57      |
| David Hislop | Bieg na 50 km stylem dowolnym   | 2:39:53,1 | 48      |

### Łyżwiarstwo figurowe
| Zawodnicy        | Konkurencja      | CD1 | CF/CD2 | SP/OD | FS/FD | Suma | Suma |
| Zawodnicy        | Konkurencja      | FP  | FP     | FP    | FP    | TFP  |      |
| ---------------- | ---------------- | --- | ------ | ----- | ----- | ---- | ---- |
| Cameron Medhurst | Jedynki mężczyzn |     | 11,4   | 6,4   | 20,0  | 37,8 | 19   |
| Vicki Holland    | Jedynki kobiet   |     | 12,0   | 8,0   | 21,0  | 41,0 | 21   |

### Łyżwiarstwo szybkie
Mężczyźni
| Zawodnik      | Konkurencja      | Finał    | Finał   |
| Zawodnik      | Konkurencja      | Czas     | Miejsce |
| ------------- | ---------------- | -------- | ------- |
| Mike Richmond | Bieg na 500 m    | 39,47    | 22      |
| Mike Richmond | Bieg na 1000 m   | 1:19,53  | 27      |
| Mike Richmond | Bieg na 1500 m   | 2:04,62  | 34      |
| Colin Coates  | Bieg na 1500 m   | 2:08,13  | 37      |
| Colin Coates  | Bieg na 5000 m   | 7:38,08  | 25      |
| Colin Coates  | Bieg na 10 000 m | 15:21,73 | 22      |